# Ilja Andrejewitsch Chrschanowski

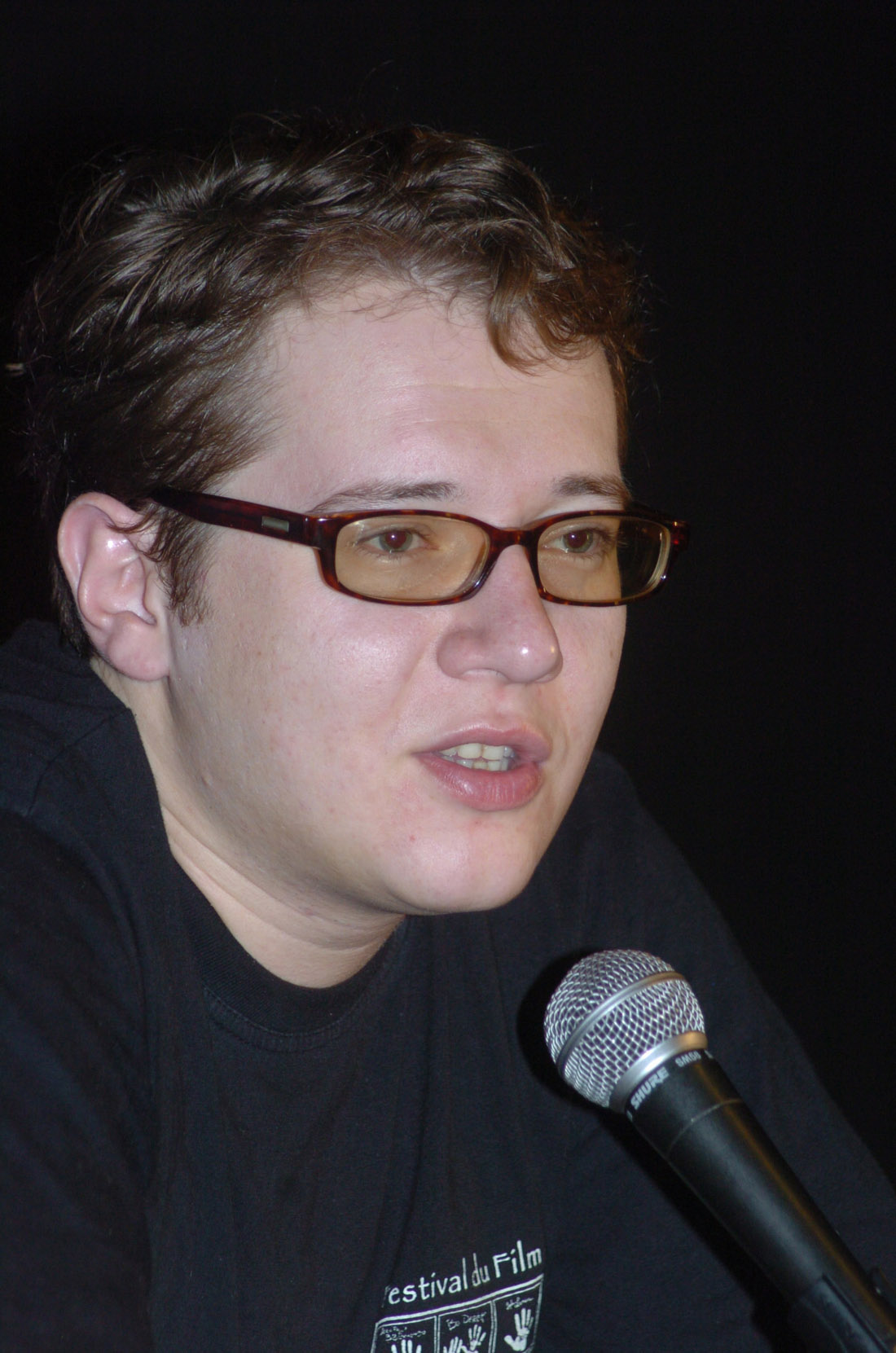
Ilja Andrejewitsch Chrschanowski, 2005

Iljá Andrejewitsch Chrschanowski (russisch Илья́ Андре́евич Хржановский, engl. Transkription Ilya Khrzhanovsky; * 11. August 1975, Moskau, UdSSR) ist ein russischer Regisseur und Produzent. Er ist der Sohn des Trickzeichners Andrei Chrschanowski (* 1939), eines der führenden russischen Animationsregisseure, und der Enkel des Künstlers und Schauspielers Juri Chrschanowski (1905–1987).

## Leben
1992 bis 1993 studierte er an der Fakultät für Malerei an der Akademie der Künste Bonn. 1998 absolvierte er ein Regiestudium der VGIK (Marlen Chuzijew). Er debütierte als Regisseur mit einem Theaterstück What I Feel beim Moskauer International Festival Kukart (1997) und 1998 – zusammen mit Artyom Mikhalkov – den Kurzfilm Stop.
1998 bis 2002 wirkte Chrschanowski als Regisseur und Produzent von Werbefirmen. Dann war er verantwortlicher Produzent der Fernsehserie Die Liste der Liebhaber der Russischen Föderation, produziert von TNT. Im Jahr 2003 wurde das Projekt in das Programm der Filmfestspiele Berlin aufgenommen sowie in die Programme russischer und internationaler Filmfestivals.
Im März 2014 unterschrieb er einen Brief an Kollegen aus der Ukraine, in denen er die militärischen Interventionen Russlands in der Ukraine verurteilte.
Chrschanowski ist Mitglied der Europäischen Filmakademie und Mitglied der Gilde der Filmregisseure Russlands.
In seinem neuesten Film spielt der Dirigent Teodor Currentzis die Hauptrolle des sowjetischen Physikers und Nobelpreisträgers Lew Dawidowitsch Landau (1908–1968). Mit dem aus dem Projekt entstandenen Spielfilm DAU. Natasha konkurrierte Chrschanowski 2020 gemeinsam mit Koregisseurin Jekaterina Oertel erstmals um den Goldenen Bären, den Hauptpreis der Berlinale. Auf das Festival wurde gleichzeitig der von Chrschanowski und Ilja Permjakow fertiggestellte Dokumentarfilm DAU. Degenerazija (DAU. Degeneration) in die Sektion Special Gala eingeladen.

## Filmproduktion
Im Jahr 2005 gründete Chrschanowski die Produktionsfirma Phenomen Films mit. Phenomen Films entwickelte und produzierte unter anderem den Film Paper Soldier von Aleksei German, der bei den Filmfestspielen in Venedig mit einem Silberlöwen und einem Goldenen Osella (für Kinematographie) ausgezeichnet wurde. Er wurde auch für den Europäischen Filmpreis nominiert und erhielt 2008 weitere Auszeichnungen und Nominierungen.
Im Jahr 2011 gründete Chrschanowski die Phenomen Berlin Filmproduktions GmbH (Deutschland). Im Jahr 2011 war er Mitbegründer der Phenomen UK Ltd. (UK).

## Filme
- 1999: Ostanovka
- 2004: 4
- 2005: Postelnye stseny
- 2018/2019: Dau
- 2020: DAU. Natasha
- 2020: DAU. Degenerazija (DAU. Degeneration) – Dokumentarfilm